# 伍德蘭 (馬里蘭州)
伍德蘭（英語：Woodland）是位於美國馬里蘭州亞利加尼縣的一個普查規定居民點。

## 人口
根據2020年美國人口普查的數據，伍德蘭的面積為0.51平方千米，當中陸地面積為0.51平方千米，而水域面積為0.00平方千米。當地共有人口91人，而人口密度為每平方千米178.43人。